# 黄猫乡
黄猫乡，是中华人民共和国四川省广元市苍溪县曾经下辖的一个乡。2020年5月，撤销黄猫乡、龙洞乡，设立黄猫垭镇，以原黄猫乡和原龙洞乡龙门社区、回龙村、棋盘村、大元村、远景村、茅坪村、后河村所属行政区域为黄猫垭镇的行政区域。

## 行政区划
黄猫乡撤銷前下辖以下地区：
方水村、黄猫村、龙狮村、青寨村、高台村、君寨村、杨坝村、南军村和呈元村。